# Kulturdepartementet (Sverige)
Kulturdepartementet er det svenske kulturministerium. Ministeriet har ansvaret for kultur, idræt og massemedier. 
Ministeriet blev oprettet den 1. december 1991. Det overtog de kulturpolitiske opgaver fra utbildningsdepartementet. Den 1. januar 2005 blev de to ministerier slået sammen til  Utbildnings- och kulturdepartementet. Regeringen Reinfeldt genoprettede Kulturdepartementet den 1. januar 2007.
Ministeriets adresse er Drottninggatan 15 i Stockholm. 

## Institutioner
Under ministeriet er der en lang række institutioner. Herunder:
- Moderna Museet, (kunstmuseum, oprettet i 1958)
- Riksarkivet, (der har rødder tilbage til Senmiddelalderen)

## Kulturministre siden 1991
Denne liste er ufuldstændig; hjælp gerne med at udfylde den.
- 1994 – 1996: Margot Wallström
- 1996 – 2004: Marita Ulvskog
- oktober 2006: Cecilia Stegö Chilò, kortvarigt
- oktober 2006: Lars Leijonborg, (konstitueret minister)
- 2006 – 2014: Lena Adelsohn Liljeroth

| Kultur | Spire Denne artikel om kultur er en spire som bør udbygges. Du er velkommen til at hjælpe Wikipedia ved at udvide den. |

59°20′N 18°04′Ø / 59.33°N 18.07°Ø